# Konditori Valand
 (décembre 2019).

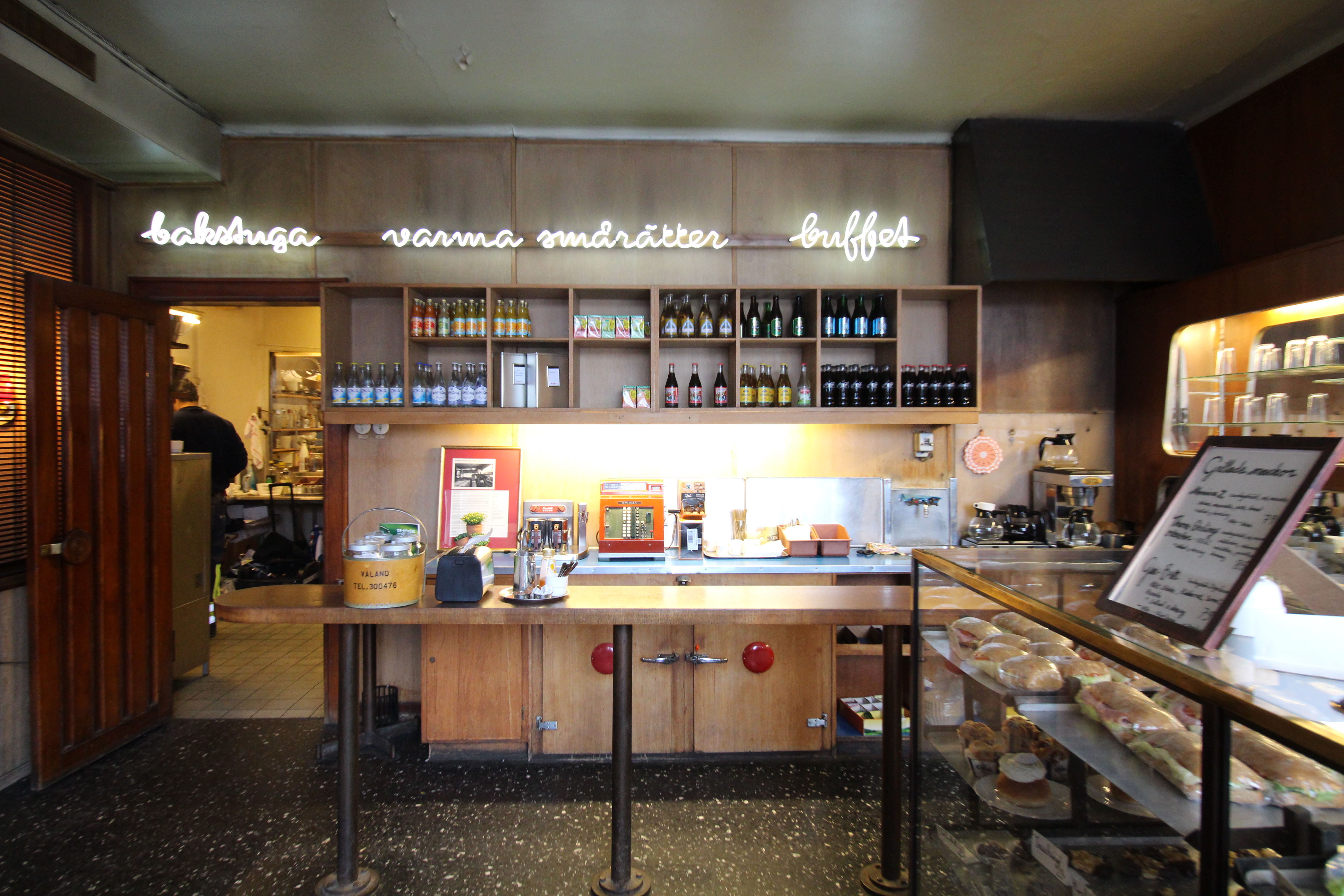
Konditori Valand, février 2016

La Konditori Valand était un café et une pâtisserie situés au 48 de la rue Surbrunnsgatan dans le centre de Stockholm. La Konditori Valand a ouvert ses portes en avril 1954 et a fermé définitivement en 2018.
Valand a été dirigée pendant 60 ans par Magdalena Åström et sa fondatrice, Stellan Åström. Avant que Stellan Åström n'acquière les locaux de Surbrunnsgatan, il dirigeait un autre café-pâtisserie du même nom, Vanadisplan, à Vasastan. Cet ancien café avait été nommé d'après le nom du quartier. Après qu'Åström a été payé pour les blessures qu'il avait subies pendant son service militaire, il put ouvrir son nouveau café, le Konditori Valand.
Les locaux, conçus et meublés par Stellan Åström dans les années 1950, ont toujours conservé leur design originel. L'intérieur comprenait un panneau mural en teck brun de la marque Royal Board, des lampes en étain suédois, des chaises rembourrées en cuir et des tables en teck. Des néons fluo de Ruben Morne ornaient le rayon pâtisserie. Un mur de lattes en bois séparait le coin pâtisserie de la portion café. 
Entouré de cinémas, Konditori Valand a connu un âge d'or dans les années 1950, après quoi une période de déclin a commencé dans les années 1960 lorsque la population du centre-ville a diminué tandis que les percées de la télévision ont provoqué un changement des habitudes de soirée. En conséquence Konditori Valand a dû faire face à de nombreux changements via des réductions de personnel et des heures d'ouverture réduites.  
En septembre 2018, le café Valand a fermé ses portes après que les nouveaux propriétaires aient été soumis à des vandalisations répétées des vitrines pendant une courte période. 
Le café a été utilisées pour des photographies publicitaires et des tournages de films. Des scènes enregistrées à Valand se retrouvent, par exemple, dans les longs métrages Monica Z, Gentlemen, Mannen på balkongen et dans les séries télévisées Ramona et Vår tid är nu. Des parties du roman de Gun-Britt Sundström, Maken, se déroulent à Konditori Valand, ce dont témoigne un panneau sur la façade.  
En décembre 2019, un kickstarter est lancé afin que le patrimoine restant de la Konditori Valand soit racheté et réutilisé par le cinéma associatif Bio Aspen, dans le quartier d'Aspudden (Stockholm).

## Galerie photo

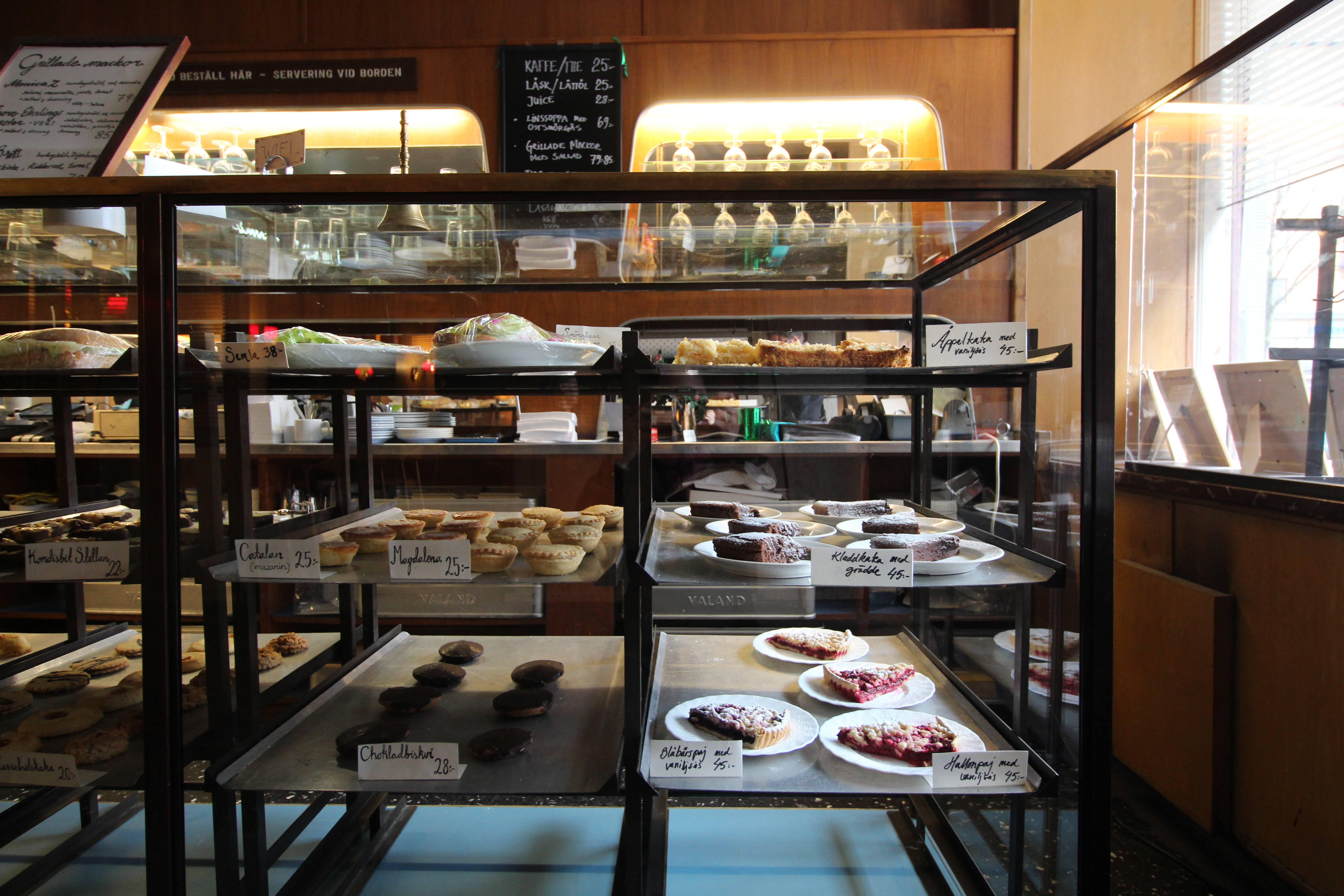
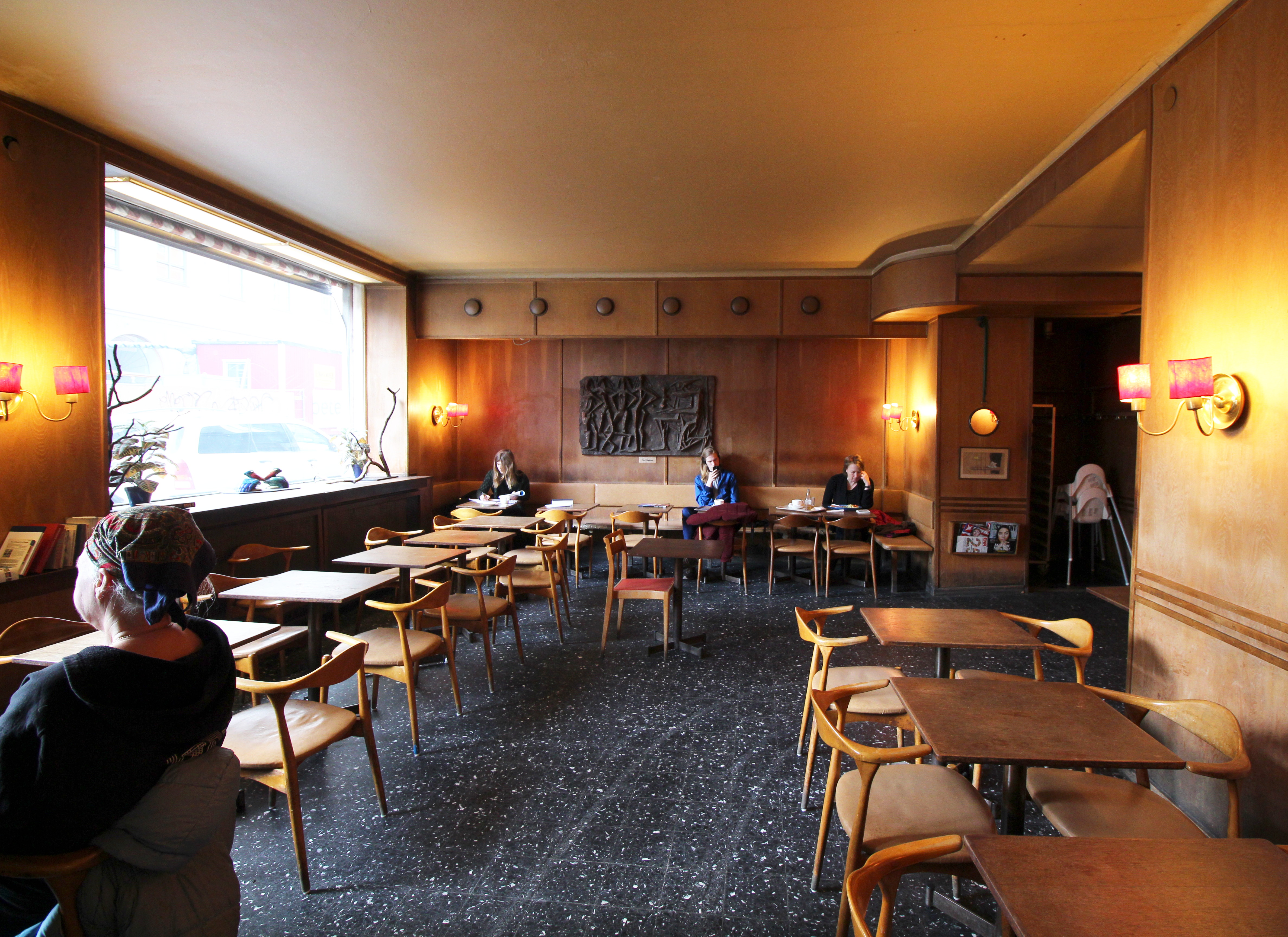
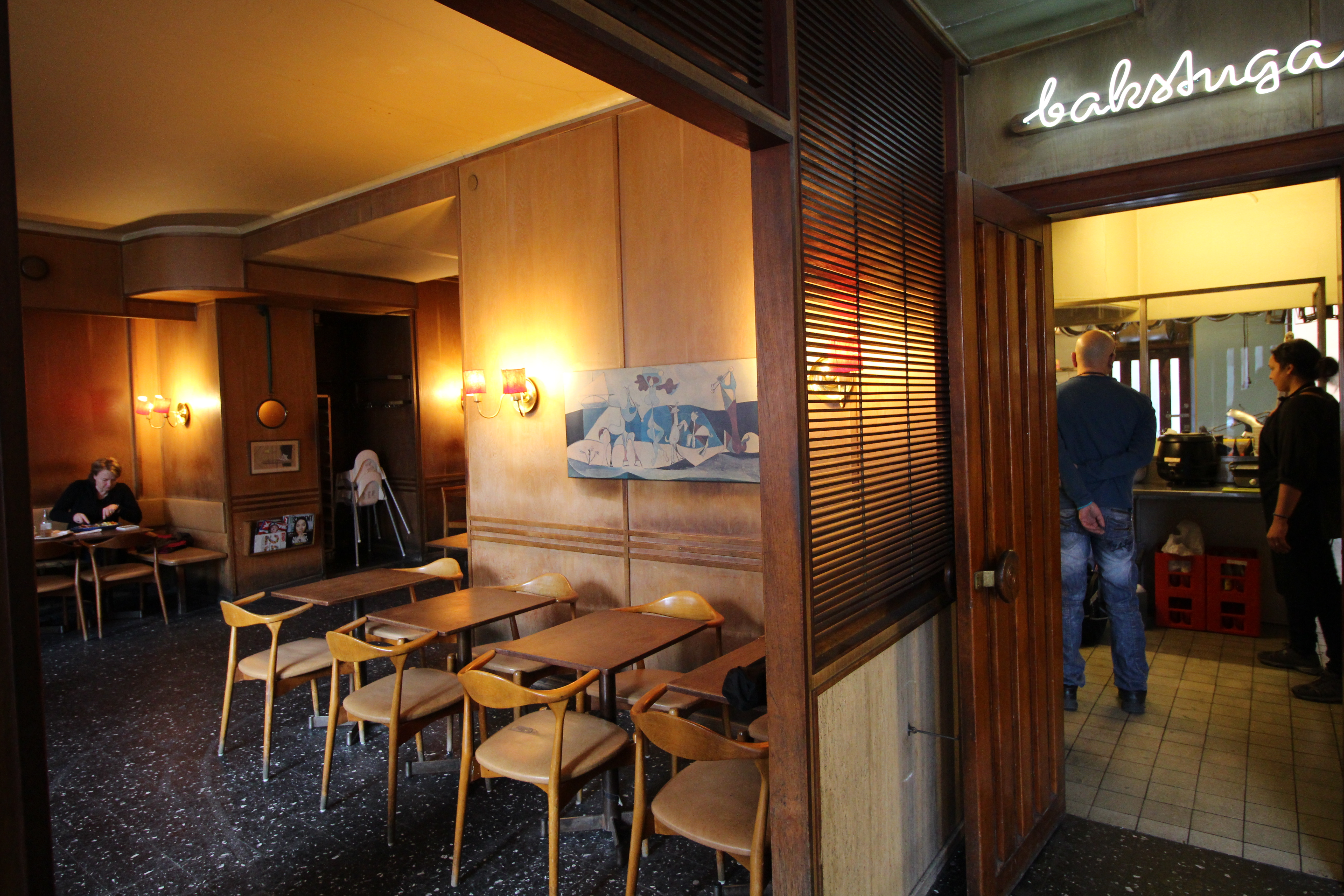
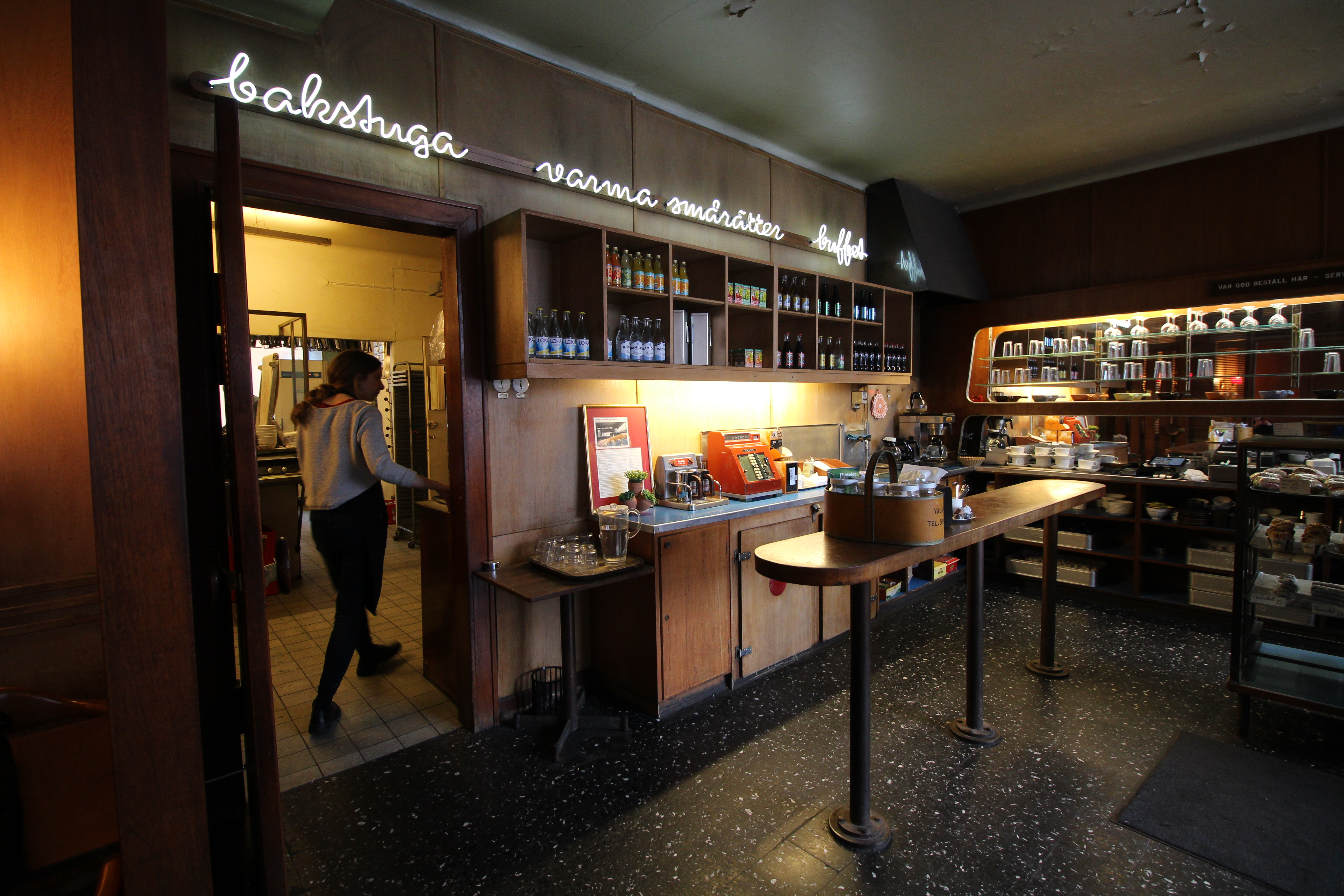